# Interstate 76 (oost)
De Interstate 76 oost (afgekort I-76) is een Interstate highway in het oosten van de Verenigde Staten. De snelweg loopt van Westfield Center in Ohio tot aan Camden in New Jersey. De snelweg is ongeveer 700 kilometer lang.

## Traject

### Interstate 76 inOhio
De snelweg begint bij Westfield Center, een dorpje aan de Interstate 71, 60 kilometer ten zuiden van Cleveland. Men passeert door de agglomeratie Akron, en tot aan Youngstown loopt de snelweg naar het oosten. Vanaf Youngstown draait de snelweg naar het zuidoosten, en wordt de weg de Ohio Turnpike. Hier kruist men ook de Interstate 80. De route in Ohio is 132 kilometer lang.

### Interstate 76 inPennsylvania
In Pennsylvania is het grootste gedeelte van de route een tolweg, de Pennsylvania Turnpike. De snelweg kruist de Interstate 79, en men komt door de noordoostkant van de agglomeratie Pittsburgh. Ter hoogte van Greensburg voegt de Interstate 70 in, om voor zo'n 200 kilometer dubbelgenummerd te zijn met de I-76. Men passeert langs vele bergruggen van de Appalachen, die diagonaal door de staat lopen. Bij Breezewood slaat de I-70 af naar het zuiden, richting Baltimore en Washington D.C. De I-76 komt dan aan bij Harrisburg, de hoofdstad van Pennsylvania. Hier kruist men de Interstate 81 en de Interstate 83. De snelweg loopt daarna tussen de steden Lancaster en Reading door, om vervolgens te eindigen in de grote stad Philadelphia. De route in Pennsylvania is 563 kilometer lang.

### Interstate 76 inNew Jersey
Het traject in New Jersey voert tot aan de Interstate 295, een afstand van 5 kilometer.

## Lengte
| Staat        | km     | mijl   |  |
|              |        |        |  |
| Ohio         | 132,16 | 82,12  |  |
| Pennsylvania | 562,74 | 349,67 |  |
| New Jersey   | 4,96   | 3,08   |  |
|              |        |        |  |
| Totaal       | 699,86 | 434,87 |  |

2 · 4 · 5 · 8 · 10 · 12 · 15 · 16 · 17 · 19 · 20 · 22 · 24 · 25 · 26 · 27 · 29 · 30 · 35 · 37 · 39 · 40 · 43 · 44 · 45 · 49 · 55 · 57 · 59 · 64 · 65 · 66 · 68 · 69 · 70 · 71 · 72 · 73 · 74 · 75 · 76 (west) · 76 (oost) · 77 · 78 · 79 · 80 · 81 · 82 · 83 · 84 (west) · 84 (oost) · 85 · 86 (west) · 86 (oost) · 87 · 88 (west) · 88 (oost) · 89 · 90 · 91 · 93 · 94 · 95 · 96 · 97 · 99 · 165 · 238 · 265 · 277 · 278 · 287 · 355 · 390 · 465 · 485 · 565 · 684 · 787 · 790 · 865

Hawaii:
H-1 · H-2 · H-3  
Alaska:
A-1 · A-2 · A-3 · A-4  
Puerto Rico:
PR-1 · PR-2 · PR-3